# Noriyoshi Sakai
Noriyoshi Sakai (酒井 宣福 Sakai Noriyoshi?), född 9 november 1992 i Niigata prefektur, är en japansk fotbollsspelare.
Sakai började sin karriär 2011 i Albirex Niigata. 2014–2015 blev han utlånad till Avispa Fukuoka. 2016 blev han utlånad till Fagiano Okayama. 2018 flyttade han till Omiya Ardija.